# Tram TEL Ce 1/2 1-4
Le elettromotrici Ce 1/2 delle Tramvie Elettriche Luganesi, numerate da 1 a 4, erano una serie di vetture tranviarie che costituivano la dotazione originaria della rete di Lugano.
Furono costruite nel 1896 in quattro unità dalla Schlieren con parte elettrica Brown Boveri, ed erano alimentate a corrente alternata trifase alla tensione di 400 V.
In seguito alla decisione di convertire l'alimentazione della rete alla corrente continua con tensione di 1000 V, le vetture furono ritirate dal servizio nel 1910 e sostituite dalle Ce 2/2 1 ÷ 12.
Nel 1913 la vettura 2 fu venduta alla Ferrovia Lugano-Cadro-Dino, che la ricostruì a corrente continua e la rinumerò Be 2/2 5. Così trasformata, la vettura fu destinata al servizio sulla tratta urbana, dalle caratteristiche tranviarie, dal centro di Lugano alla località La Santa. Fu infine accantonata nel 1951.